# Оксенфельд, Роберт
Роберт Оксенфельд (нем. Robert Ochsenfeld, 18 мая 1901, Хильхенбах, Германия — 5 декабря 1993, там же) — немецкий физик.
Изучал физику в Марбургском университете имени Филиппа. В 1933 году совместно с Вальтером Мейснером открыл эффект вытеснения магнитного поля из сверхпроводников, названный впоследствии эффектом Мейснера.